# 가톨릭 웨스트민스터 대교구

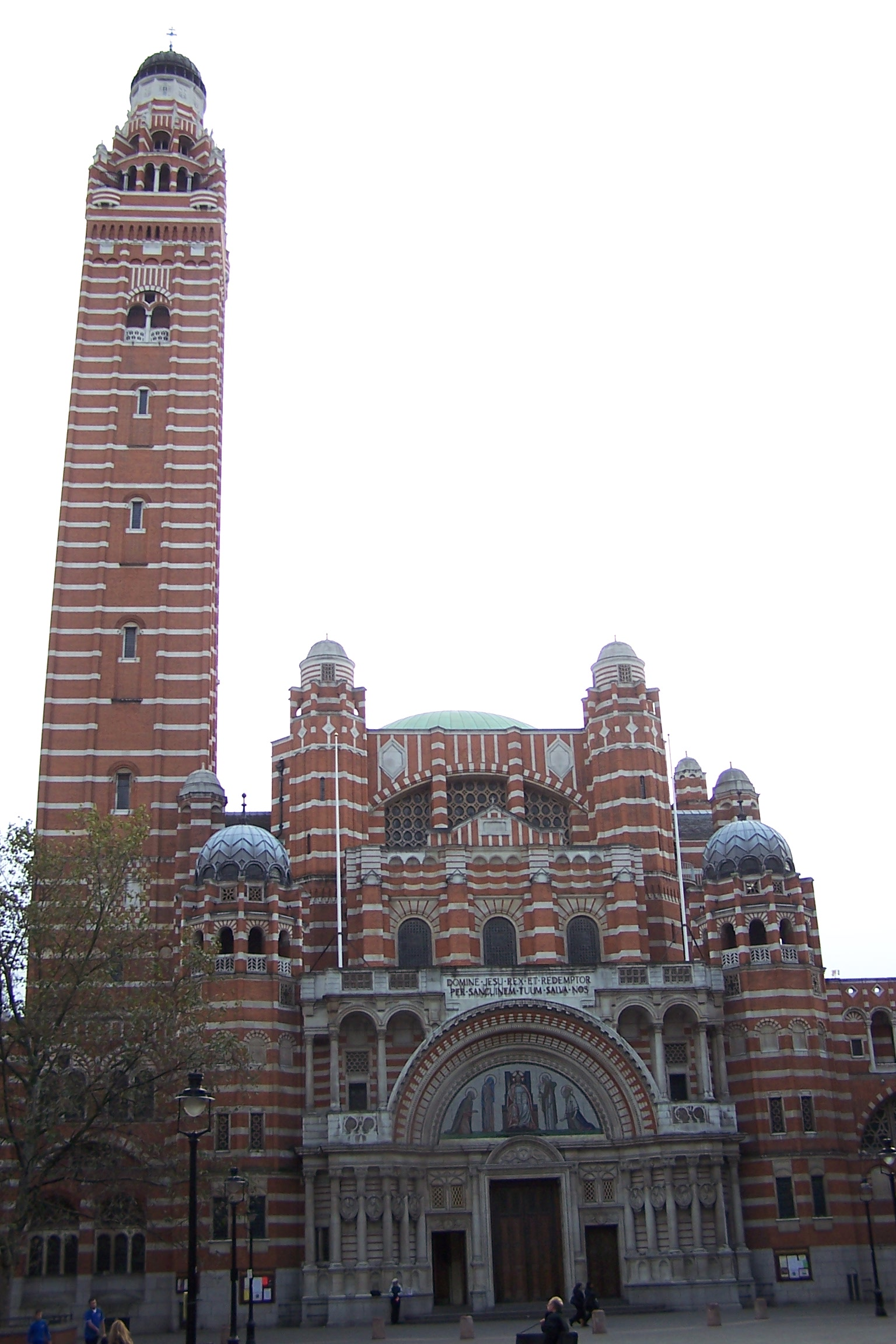

웨스트민스터 대교구(라틴어: Archidioecesis Vestmonasteriensis)는 영국 잉글랜드 런던 시 시티 오브 웨스트민스터에 있는 로마 가톨릭교회 대교구이자 웨스트민스터 관구의 중심교구이다. 템스강 북쪽 지역과 리 강의 서쪽 지역을 포함한 그레이터런던 전역 및 스펠손 자치구, 북쪽으로 런던과 연결되어 있는 하트퍼드셔주를 담당하고 있다.
주교좌 성당은 웨스트민스터 대성당이며, 1850년 잉글랜드 가톨릭 교구가 재설정된 이래 웨스트민스터 대교구장의 사목을 받고 있다. 현재 대교구장은 빈센트 니콜스 대주교이다. 역대 웨스트민스터 대교구장은 모두 교황에 의해 잉글랜드의 유일한 추기경으로 서임되어 왔다(스코틀랜드의 세인트 앤드루즈 앤드 에든버러 교구장 역시 대대로 추기경으로 서임되었기 때문에, 영국 전체의 유일한 추기경으로 볼 수는 없음). 또한, 관례적으로 웨스트민스터 대교구장은 잉글랜드 웨일스 가톨릭 주교회의의 의장직을 겸임하였다.
웨스트민스터대교구가 선도하는 관구 구성 교구들로는 브렌트우드 교구, 이스트앵글리아 교구, 노샘프턴 교구, 노팅햄 교구가 있다.

## 같이 보기
- 잉글랜드와 웨일스의 로마 가톨릭교회